# Observatório Palomar
O Observatório Palomar é um observatório privado, localizado em San Diego, Califórnia, 145 km a sudeste do Observatório Monte Wilson de Pasadena, na Montanha Palomar. É propriedade e operado pelo California Institute of Technology. A Universidade de Cornell é um parceiro. O observatório contém três grandes telescópios: o telescópio Hale (5,1 m), o telescópio Samuel Oschin (1,2 m) e um telescópio refletor de 1,5 m.

## História

### Visão de Hale para grandes telescópios e Observatório Palomar
O astrônomo George Ellery Hale, cuja visão criou o Observatório Palomar, construiu o maior telescópio do mundo quatro vezes consecutivas.  Ele publicou um artigo de 1928 propondo o que viria a ser o refletor Palomar de 200 polegadas; foi um convite ao público americano para aprender sobre como grandes telescópios poderiam ajudar a responder a perguntas relacionadas à natureza fundamental do universo. Hale seguiu este artigo com uma carta ao International Education Board (mais tarde absorvido pelo General Education Board) da Fundação Rockefeller datada de 16 de abril de 1928, na qual ele solicitou financiamento para este projeto. Em sua carta, Hale afirmou:
"Nenhum método de avanço da ciência é tão produtivo quanto o desenvolvimento de novos e mais poderosos instrumentos e métodos de pesquisa. Um telescópio maior não apenas proporcionaria o ganho necessário em penetração espacial de luz e poder de resolução fotográfica, mas permitiria a aplicação de ideias e dispositivos derivados principalmente dos recentes avanços fundamentais da física e da química."

### Telescópio Hale
O telescópio de 200 polegadas recebeu o nome do astrônomo e construtor de telescópios George Ellery Hale. Foi construído pela Caltech com uma doação de US$ 6 milhões da Fundação Rockefeller, usando um branco Pyrex fabricado pela Corning Glass Works sob a direção de George McCauley. O Dr. J. A. Anderson foi o gerente de projeto inicial, designado no início da década de 1930. O telescópio (o maior do mundo naquela época) viu a primeira luz em 26 de janeiro de 1949 visando a NGC 2261. O astrônomo americano Edwin Powell Hubble foi o primeiro astrônomo a usar o telescópio.

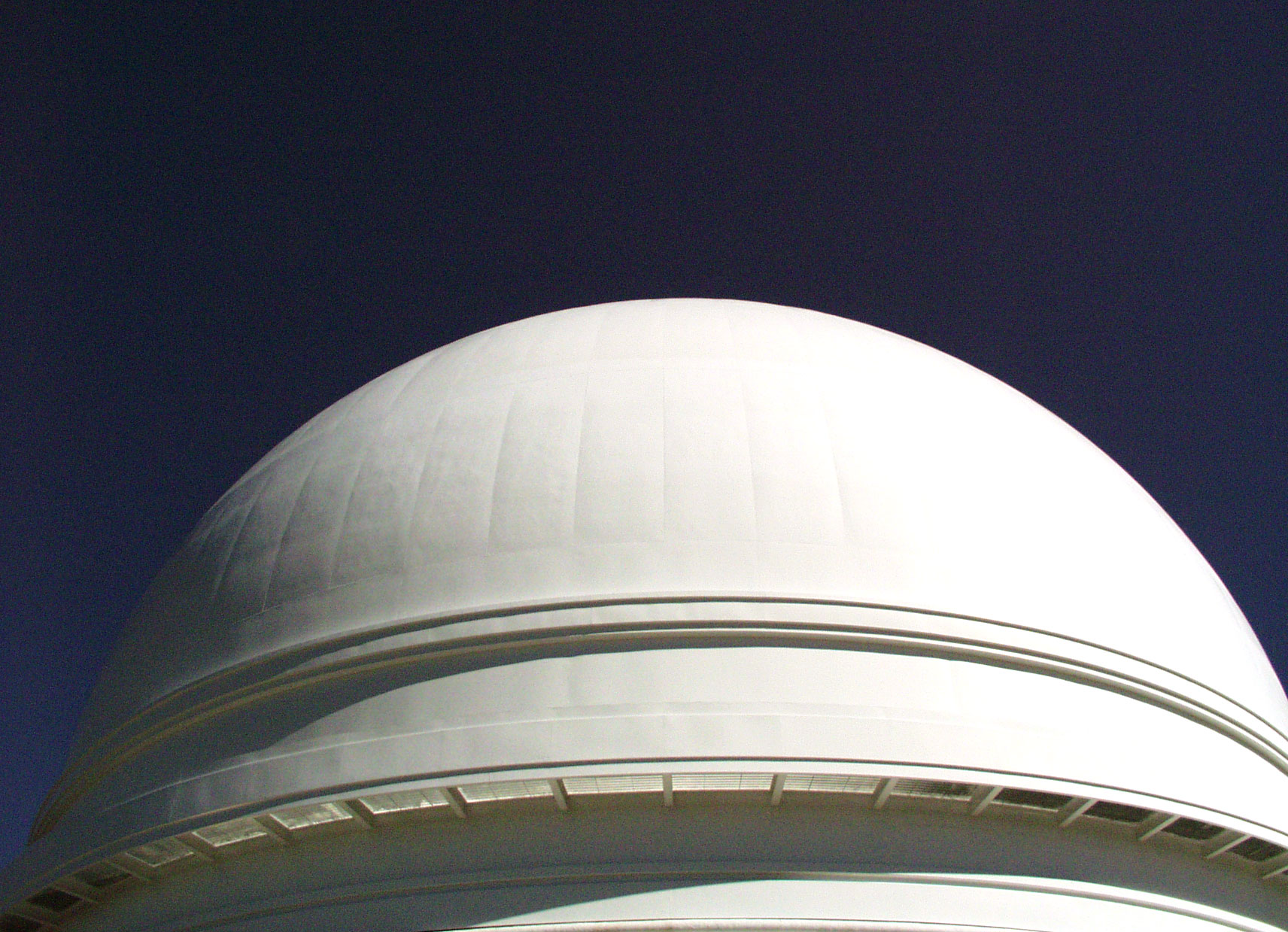
Cúpula do Telescópio Hale

O telescópio de 200 polegadas foi o maior telescópio do mundo de 1949 até 1975, quando o telescópio russo BTA-6 viu a primeira luz. Astrônomos usando o Telescópio Hale descobriram objetos distantes chamados quasares (um subconjunto do que viria a ser conhecido como Núcleos Galácticos Ativos) a distâncias cosmológicas. Eles estudaram a química das populações estelares, levando a uma compreensão da nucleossíntese estelar quanto à origem dos elementos no universo em suas abundâncias observadas, e descobriram milhares de asteroides. Um modelo de engenharia em escala de um décimo do telescópio no Corning Community College em Corning, Nova York, sede da Corning Glass Works (agora Corning Incorporated), foi usado para descobrir pelo menos um planeta menor, 34419 Corning.†

### Arquitetura e design
Russell W. Porter desenvolveu a arquitetura Art Deco dos edifícios do Observatório, incluindo a cúpula do Telescópio Hale de 200 polegadas. Porter também foi responsável por grande parte do projeto técnico do Telescópio Hale e das Câmeras Schmidt, produzindo uma série de desenhos de engenharia de seção transversal. Porter trabalhou nos projetos em colaboração com muitos engenheiros e membros do comitê Caltech.